# ابراهیم کانو
ابراهیم کانو (انگلیسی: Ibrahim Kano؛ زادهٔ ۱۲ دسامبر ۱۹۸۲) بازیکن فوتبال اهل بورکینافاسو بود.
از باشگاه‌هایی که در آن بازی کرده است می‌توان به باشگاه فوتبال بوتوشانی اشاره کرد.
وی همچنین در تیم ملی فوتبال بورکینافاسو بازی کرده است.